# Георги Помашки
Георги Помашки е български лекоатлет и треньор с гръцко гражданство. Състезател и треньор в дисциплините троен скок и скок на дължина.
Сред спортните му успехи са шесто място на европейското първенство в зала през 1986 година, четвърто място на европейското първенство на открито през същата година, осмо място на европейското първенство в зала през 1987 година и участие на световното първенство през същата година.
През 1983 година става шампион на България, след което Христо Марков печели пет поредни титли. Шампион на България в зала през 1985 и 1988 година. Най-доброто му постижение е 17,03 метра, постигнато в Будапеща през 1988 година, и 7,95 метра в скока на дължина, постигнат през същата година в Плевен.
След оттеглянето си като спортист става треньор в Гърция. Там постига сериозни успехи като треньор и води подготовката на суперуспешни атлети като олимпийската шампионка Вула Патулиду, Милтиадис Тентоглу (двукратен олимпийски шампион), Циамита Парашекеви, Олга Васдеки, Параскеви Папахристу и Тори Франклин. 
Участва в изборите за европейски парламент в Гърция през 2019 година като кандидат на Комунистическа партия на Гърция.